# Colchicum bulbocodium
Colchicum bulbocodium — вид рослин з родини пізньоцвітових (Colchicaceae); зростає у південній Європі від Іспанії до Росії. Етимологія: грец. βολβοϛ — «цибулина», лат. o — сполучна голосна, грец. κωδιον — «шерсть, вовна»; разом — волохата цибулина.

## Опис
Багаторічна рослина 5–20 см заввишки. Бузкові рожеві квітки, великі, поодинокі або 2–3 в центрі листя. Оцвітина складається з шести ланцетно-тупих листочків. Є 6 тичинок з овальними пиляками. Коробочка овально-довгаста. Насіння кулясте. Навесні розвиваються майже одночасно листки та квіти. Листків зазвичай 2 або 3, вони вузькі, блискучі, темно-зелені, до 15 см завдовжки і 2 см шириною. Листочки оцвітини ≈ 5–6 см завдовжки, рожево-бузкового або бузкового кольору, біля основи зовні часто білуваті та зрощені. 2n = 22

## Поширення
Поширений у південній Європі від Іспанії до Росії.